# Justo Lorente
Justo Lorente Collado  (Masaya, 27 de febrero de 1984) es un futbolista nicaragüense. Actualmente juega de Portero en el equipo de XILOTEPELT FC  de la SEGÚNDA División de Nicaragua y en la Selección de fútbol de Nicaragua.

## Trayectoria

### Real Estelí
En su primer año con el Real Estelí Fútbol Club, logró adjudicarse el título de campeón en dos ocasiones (Apertura 2011 y Clausura 2012) y, hasta ahora lleva un total de 5 títulos con el Equipo del Norte. El 1 de agosto de 2012, jugó su primer partido internacional para Real Estelí, frente a Tigres de la UANL por la Liga de Campeones de Concacaf 2012-13, en un juego disputado en el Estadio Universitario de Nuevo León. El mismo finalizó 4 a 0 a favor de Tigres.
En la Liga de Campeones de Concacaf 2013-14, logró jugar todos los partidos de la fase de grupos y recibió solo 5 goles, siendo así uno de los 10 porteros con menos goles recibidos del torneo, además de haber hecho la mejor atajada del torneo.

## Selección nacional
Actualmente es el portero titular de la selección de fútbol de Nicaragua. Su debut fue en la Copa Centroamericana 2013 en Costa Rica. 

### Participaciones en Copa Centroamericana
| Copa Centroamericana      | Sede           | Resultado      | Partidos | Goles Encajados |
| ------------------------- | -------------- | -------------- | -------- | --------------- |
| Copa Centroamericana 2013 | Costa Rica     | Fase de grupos | 1        | 2               |
| Copa Centroamericana 2014 | Estados Unidos | Fase de grupos | 3        | 6               |
| Copa Centroamericana 2017 | Panamá         | Quinto lugar   | 1        | 2               |

### Participaciones en Copa Oro de la Concacaf
| Copa oro                     | Sede                              | Resultado      | Partidos | Goles Encajados |
| ---------------------------- | --------------------------------- | -------------- | -------- | --------------- |
| Copa Oro de la Concacaf 2017 | Estados Unidos                    | Fase de grupos | 3        | 7               |
| Copa Oro de la Concacaf 2019 | Estados Unidos,Costa Rica,Jamaica | Fase de grupos | 1        | 4               |

## Clubes
| Club              | País       | Año         |
| ----------------- | ---------- | ----------- |
| Real Estelí       | Nicaragua  | 2011 - 2017 |
| Municipal Liberia | Costa Rica | 2016        |
| UNAN Managua FC   | Nicaragua  | 2017-2018   |
| Club Always Ready | Bolivia    | 2018        |
| Managua FC        | Nicaragua  | 2018 - 2019 |
| Juventus Managua  | Nicaragua  | 2019 - 2020 |
| Diriangén FC      | Nicaragua  | 2020 - Act. |

## Palmarés

### Campeonatos nacionales
| Título                        | Club        | País      | Año           |
| ----------------------------- | ----------- | --------- | ------------- |
| Primera División de Nicaragua | Real Estelí | Nicaragua | Apertura 2011 |
| Primera División de Nicaragua | Real Estelí | Nicaragua | Clausura 2012 |
| Primera División de Nicaragua | Real Estelí | Nicaragua | Apertura 2012 |
| Primera División de Nicaragua | Real Estelí | Nicaragua | Clausura 2013 |
| Primera División de Nicaragua | Real Estelí | Nicaragua | Apertura 2013 |